# Caetano Veloso
Caetano Emanuel Viana Telles Veloso (Santo Amaro da Purificação, 7 agosto 1942) è un cantautore e chitarrista brasiliano.

## Biografia
Caetano Veloso, nato nello Stato di Bahia, è uno dei più popolari e autorevoli cantautori brasiliani. Figlio di José Telles Veloso ("Seu Zezinho") e Claudionor Vianna Telles Veloso ("Dona Canô"), ha avuto sette fratelli ed è stato lui a scegliere il nome Maria Bethânia per la sorella minore (la sesta figlia dei suoi genitori), che è stata chiamata così da una famosa canzone, un valzer pubblicato il 18 giugno 1946 da Nelson Gonçalves. La sorella si è rivelata essere un'ottima cantante, famosa quanto Caetano stesso, a partire dagli anni settanta.

Caetano Veloso al III Festival della musica popolare, 1967 (Archivio nazionale)

Ha iniziato la sua carriera con la bossa nova, ma ha presto iniziato l'esplorazione e la creazione di stili diversi, resi con un proprio senso estetico, noto come MPB (musica popolare brasiliana), spostando pian piano il suono del pop brasiliano verso l'attivismo politico con un'attenzione sociale, associata con il movimento hippie degli anni 1960 e le sue opere tropicaliste.
La collocazione politica di Veloso gli provocò la persecuzione da parte della dittatura militare che ha mantenuto il potere fino al 1984; le sue canzoni venivano frequentemente censurate e, in alcuni casi, proibite. A causa dell'AI-5, Veloso e Gilberto Gil trascorsero diversi mesi in prigione per "attività anti-governative" nel 1968 e andarono infine in esilio a Londra.
Nel corso degli anni ottanta, la popolarità di Veloso al di fuori del Brasile è aumentata, specialmente in Israele, in Francia e in Africa, e nel 1990 ha ricevuto il Premio Tenco. Nel 2002 Veloso ha pubblicato un libro autobiografico dove racconta anche la storia recente del Brasile, in tutti i suoi aspetti, Verità tropicale. Musica e rivoluzione nel mio Brasile.
Nel 2004, era una delle più autorevoli e prolifiche pop star del mondo latino americano, con oltre cinquanta dischi all'attivo, tra cui brani utilizzati per le colonne sonore di film come Happy Together di Wong Kar-wai, Parla con lei di Pedro Almodóvar e Frida di Julie Taymor.
È stato anche un grande amico del regista Michelangelo Antonioni, per il quale ha scritto nel 2004 la colonna sonora del film Eros (l'episodio diretto da Antonioni è "Il filo pericoloso delle cose").
Il 15 febbraio 2013 ha partecipato come ospite alla quarta serata del Festival di Sanremo, condotto da Fabio Fazio, esibendosi insieme a Stefano Bollani.
Nel 2015 e nel 2016 intraprende con il collega e vecchio amico Gilberto Gil una lunga tournée internazionale ("Dois amigos, um século de música"), che include anche alcune date in Italia, per celebrare i 50 anni di carriera di entrambi.
Sempre impegnato nella solidarietà e nel sostegno alle iniziative culturali e sociali ha ricordato in un suo concerto tenutosi il 15 marzo 2018 l'attivista per i diritti umani Marielle Franco, assassinata la sera precedente.
Il 12 maggio 2018 si è esibito all'Eurovision Song Contest cantando assieme a Salvador Sobral la canzone vincitrice nel 2017, Amar pelos dois come interval act nella finale. 
Nel 2018 ha partecipato al disco Que Bom di Stefano Bollani con due canzoni: La nebbia a Napoli e Michelangelo Antonioni.

## Stile musicale
Caetano Veloso viene ricordato per essere stato, insieme a Gilberto Gil, il principale esponente del tropicalismo: stile di música popular brasileira che fonde sonorità brasiliane a quelle della musica popolare britannica e statunitense. Si ispira a stili quali la bossa nova, principale punto di riferimento dell'artista, il samba, il rock 'n' roll, il blues, il jazz, il beat e la psichedelia. Qualcuno riconduce le sue influenze all'arte postmoderna e alla pop art. Dopo gli esordi con la bossa nova (Domingo, 1967), l'artista ha definito il tropicalismo con album quali Tropicalia ou Panis et Circencis (1968), realizzato al fianco di altri artisti della corrente. Si è successivamente immedesimato nel cantautorato di stampo anglosassone (Caetano Veloso, 1971; Transa, 1972), nel funk e reggae (Bicho, 1977; Muito, 1978), ritornando occasionalmente nella bossa nova (Noites do Norte, 2000) e concedendosi infine alcune incursioni più sperimentali (Araçá Azul, 1972; Estrangeiro, 1989; Circuladô, 1991).

## Vita privata
Dal primo matrimonio con Dedé Gadelha (cugina del musicista Líber Gadelha), ha avuto un figlio, il cantante Moreno Veloso, e una figlia, Julia, morta piccolissima. Dopo aver divorziato si è risposato con Paula Lavigne, che gli ha dato due figli maschi, i musicisti Tom Veloso e Zeca Veloso. La coppia ha allevato per un periodo il futuro attore Joao Vicente de Castro, rimasto orfano di padre all'età di otto anni (Veloso era stato suo padrino di battesimo). Anche questo secondo matrimonio si è concluso col divorzio, ma nel 2016 Veloso e Lavigne hanno deciso di tornare a convivere, in un'unione stabile.

## Discografia

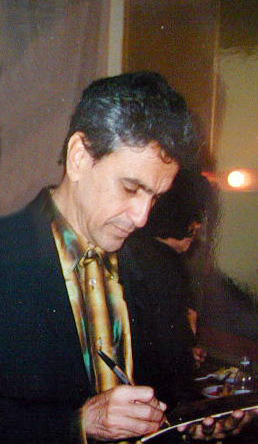
Caetano Veloso mentre firma un autografo al Teatro Smeraldo di Milano (1996)

- 1967 - Domingo (con Gal Costa) - Philips
- 1968 - Caetano Veloso - Philips
- 1968 - Tropicália: ou Panis et Circencis (con Gilberto Gil, Os Mutantes, Nara Leão e Gal Costa) - Philips
- 1969 - Caetano Veloso - Philips
- 1971 - Caetano Veloso - Philips
- 1972 - Transa - Philips
- 1972 - Barra 69 ao vivo na Bahia (con Gilberto Gil) - Philips [live]
- 1972 - Caetano e Chico - Juntos ao Vivo (con Chico Buarque) - Phonogram [live]
- 1973 - Araçá Azul - Phonogram/Philips
- 1974 - Temporada de Verão - ao vivo na Bahia (con Gilberto Gil e Gal Costa) - Phonogram [live]
- 1975 - Jóia - Philips
- 1975 - Qualquer Coisa - Philips
- 1976 - Doces Bárbaros (con Gal Costa, Gilberto Gil e Maria Bethânia) - Philips [live]
- 1977 - Bicho - Philips
- 1977 - Muitos Carnavais - Phonogram/Philips
- 1978 - Muito (dentro da estrela azulada) - Philips
- 1978 - Maria Bethânia e Caetano Veloso ao Vivo - Phonogram [live]
- 1979 - Cinema Transcendental - Polygram/Philips
- 1981 - Outras Palavras - Philips
- 1981 - Brasil (con João Gilberto, Gilberto Gil e Maria Bethânia) - WEA
- 1982 - Cores, Nomes - Philips
- 1983 - Uns - Philips
- 1984 - Velô - Philips
- 1986 - Totalmente Demais - Polygram/Philips [live]
- 1986 - Caetano Veloso - Nonesuch [live]
- 1987 - Caetano - Philips
- 1989 - Estrangeiro - Philips
- 1991 - Circuladô - Polygram
- 1992 - Circuladô Vivo - Polygram [live]
- 1993 - Tropicália 2 (con Gilberto Gil) - Polygram/Philips
- 1994 - Fina Estampa - Polygram
- 1994 - Fina Estampa Ao Vivo - Polygram [live]
- 1995 - O Quatrilho - Natasha/Blue Jackel (colonna sonora)
- 1996 - Tieta do Agreste - Natasha/Blue Jackel (colonna sonora)
- 1997 - Livro - Polygram
- 1999 - Prenda Minha - Polygram [live]
- 1999 - Omaggio a Federico e Giulietta - Universal Music [live]
- 1999 - Orfeu - Natasha (colonna sonora)
- 2000 - Noites do Norte - Universal Music
- 2001 - Noites do Norte Ao Vivo - Universal Music [live]
- 2002 - Eu não peço desculpa (con Jorge Mautner) - Universal Music
- 2004 - A Foreign Sound - Universal Music
- 2005 - Onqotô (Trilha Sonora Original do Espetáculo do Grupo Corpo)
- 2006 - Cê - Universal Music
- 2007 - Cê Ao Vivo - Universal Music [live]
- 2008 - Roberto Carlos e Caetano Veloso e a música de Tom Jobim - Universal Music [live] (con Roberto Carlos)
- 2009 - Zii e Zie - Universal Music
- 2010 - Zii e Zie Ao Vivo - Universal Music [live]
- 2011 - Caetano e Maria Gadù Multishow Ao Vivo - Universal Music [live] (con Maria Gadú)
- 2011 - Especial Ivete, Gil, Caetano [live]  (con Gilberto Gil e Ivete Sangalo)
- 2012 - Live At Carnegie Hall (con David Byrne)
- 2012 - Abraçaço
- 2014 - Multishow ao vivo: Abraçaço [live]
- 2015 - Dois amigos, um século de música [live] (con Gilberto Gil)
- 2018 - Ofertório [live] (coi figli Moreno, Zeca e Tom)
- 2020 - Caetano Veloso & Ivan Sacerdote
- 2021 - Meu Coco

## Filmografia
- Copacabana Me Engana, regia di Antonio Carlos da Fontoura - canzone Baby (1968)
- Índia, a Filha do Sol, regia di Fábio Barreto (1982)
- O Quatrilho - Il quadriglio (O Quatrilho), regia di Fábio Barreto (1995)
- Tieta do Brasil (Tieta do Agreste), regia di Carlos Diegues (1996)
- Parla con lei (Hable con ella), regia di  Pedro Almodóvar (2002)

## Opere letterarie
- Caetano Veloso, Verità tropicale: Musica e rivoluzione nel mio Brasile, Feltrinelli, Milano, 2003
- Caetano Veloso, Alegria, Alegria, Rio de Janeiro, Brasile, Pedra que Ronca, 1997.
- Caetano Veloso, Verdade tropical, San Paolo, Brasile, Companhia das Letras, 1997.
- Caetano Veloso, Letra só, San Paolo, Brasile, Companhia das Letras, 2003.
- Caetano Veloso, Tropical Truth: A Story of Music and Revolution in Brazil, New York, Alfred A. Knopf, 2003.
- Caetano Veloso, O mundo não é chato, San Paolo, Brasile, Companhia das Letras, 2005.